# Louis de Funès
Louis de Funès, egentligen Louis Germain David de Funès de Galarza, född 31 juli 1914 i Courbevoie i Hauts-de-Seine, död 27 januari 1983 i Nantes i Loire-Atlantique, var en fransk skådespelare, komiker och pianist. Han räknas tillsammans med Tati, Bourvil, Fernandel och Coluche som en av den moderna franska komedins mest inflytelserika och folkkära komiker.

## Biografi
Louis de Funès föddes i Courbevoie utanför Paris. Föräldrarna hade invandrat från Spanien. Han visade tidigt talang för både musik och teater och lärde sig tidigt att spela piano.
Hans ungdomsår förde med sig få framgångar och innehöll både ett misslyckat första äktenskap och ofullbordade högre studier. Efter att i flera år ha hankat sig fram på olika ströjobb började han under tidiga 1940-talet att försörja sig som jazzpianist på olika nattklubbar i Paris och på radio. I dessa kretsar blev han snart mycket populär för sin förmåga att få publiken att skratta genom att grimasera och göra parodier på dåtidens kändisar samtidigt som han spelade. 1945 filmdebuterade han som statist i en kortfilm och han började därefter söka fler filmroller. I det tidiga efterkrigstidens Frankrike var efterfrågan på underhållning mycket stor och filmindustrin expanderande snabbt. Detta gjorde det möjligt för de Funès att successivt bygga upp en skådespelarkarriär och med tiden fick han allt större roller. 1956 slog han igenom som skådespelare med en uppmärksammad biroll i filmen Svart gris i Paris. 1964 och 1965 fick han sitt stora folkliga genombrott när han under dessa två år spelade huvudrollen i de tre filmerna Moralens väktare i S:t Tropez, första filmen om Fantômas och Den vilda jakten på Cadillacen. Dessa tre blev stora publiksuccéer i Frankrike och gjorde Louis de Funès till ett etablerat namn. 1966 spelade han en av huvudrollerna i filmen Den stora kalabaliken, som räknas som den mest framgångsrika franska filmen någonsin och som fram till 1997 innehade rekordet för antalet biobesökare i Frankrike.
Under 1960- och 70-talet skulle Louis de Funès komma att bli en berömd och folkkär komiker och skådespelare både i och utanför Frankrike. Han utvecklade en mycket personlig stil som inkluderade en kombination av mimik, ett utsvävande kroppsspråk och ett hetsigt och explosivt temperament. Hans paradroller kom att bli lättretliga och koleriska karaktärer som styr och ställer med allt och alla i sin omgivning men som plötsligt hamnar i en dråplig situation som de har stora problem att hantera. Han var också mycket aktiv inom teater där han bland annat hyllades för sin tolkning av Harpagon i Molières Den girige, vilken också filmatiserades 1980.
De Funès pressade alltid sig själv hårt i sitt arbete och medverkade inte sällan i parallella film- och teaterprojekt, något som ledde till att han fick problem med hjärtat. Trots att han under slutet av 70-talet och början på 80-talet drabbades av flera hjärtinfarkter fortsatte han att arbeta och förblev aktiv in i det sista. Han avled av en massiv hjärtinfarkt i sitt hem utanför Nantes den 27 januari 1983.
Totalt medverkade han i cirka 140 filmer och över 80 olika teateruppsättningar, mest inom fars och komedi.

## Filmografi (urval)
- 1956 – Svart gris i Paris
- 1964 – Moralens väktare i S:t Tropez
- 1964 – Fantomas (även kallad Fan ta Fantomas)
- 1965 – Den vilda jakten på Cadillacen
- 1965 – Moralens väktare i New York
- 1965 – Fantomas slår till igen
- 1966 – Den stora restauranten
- 1966 – Den stora kalabaliken
- 1967 – Den fantastiske Fantomas
- 1967 – Saken är Oscar
- 1967 – Den stora semestern
- 1967 – Den lille badaren
- 1968 – Den tatuerade legionären
- 1968 – Moralens väktare gifter sig
- 1969 – Nord-polaren
- 1970 – Den stora skandalen
- 1970 – Kalabalik på Rivieran
- 1971 – Bil på avvägar
- 1971 – Liket i lusthuset
- 1971 – Det stora skrattet
- 1973 – Fan ta' bofinken (även kallad Rabbi Jacobs äventyr samt Bubbelgångaren)
- 1976 – En fluga i soppan
- 1978 – Den stora fabriken
- 1979 – Supergendarmen
- 1980 – Den girige (L'avare)
- 1981 – Den stora rymdröran
- 1982 – Moralens väktare och polisflickorna